# Roumbádo
Roumbádo, en grec moderne : Ρουμπάδο, est un village du dème de Réthymnon, en Crète, en Grèce. Selon le recensement de 2011, la population de Roumbádo compte 17 habitants. Le village est situé à une altitude de 500 m et à 36 km de Réthymnon.